# Arhitektura u 1906.
◄◄ | ◄ | 1903. | 1904. | 1905. | 1906.  | 1907. | 1908. | 1909. | ► | ►►
Arhitektura • Astronomija • Biologija • Film • Fotografija • Glazba • Kazalište • Kemija • Kiparstvo • Knjige • Književnost • Kršćanstvo • Meteorologija • Medicina • Planinarstvo • Politika • Pravo • Promet • Slikarstvo • Strip • Šport • Televizija • Znanost • Zrakoplovstvo • Željeznički promet
Arhitektura u 1906.

## Hrvatska i u Hrvata

### Zgrade i druge građevine
- Dovršena gradnja Kuće Nakić u Splitu (započeta 1901.)
- Srušena crkva sv. Mihovila u Splitu

## Vanjske poveznice
|  | Zajednički poslužitelj ima još gradiva o temi Arhitektura u 1900-im |